# 鏡面魔方

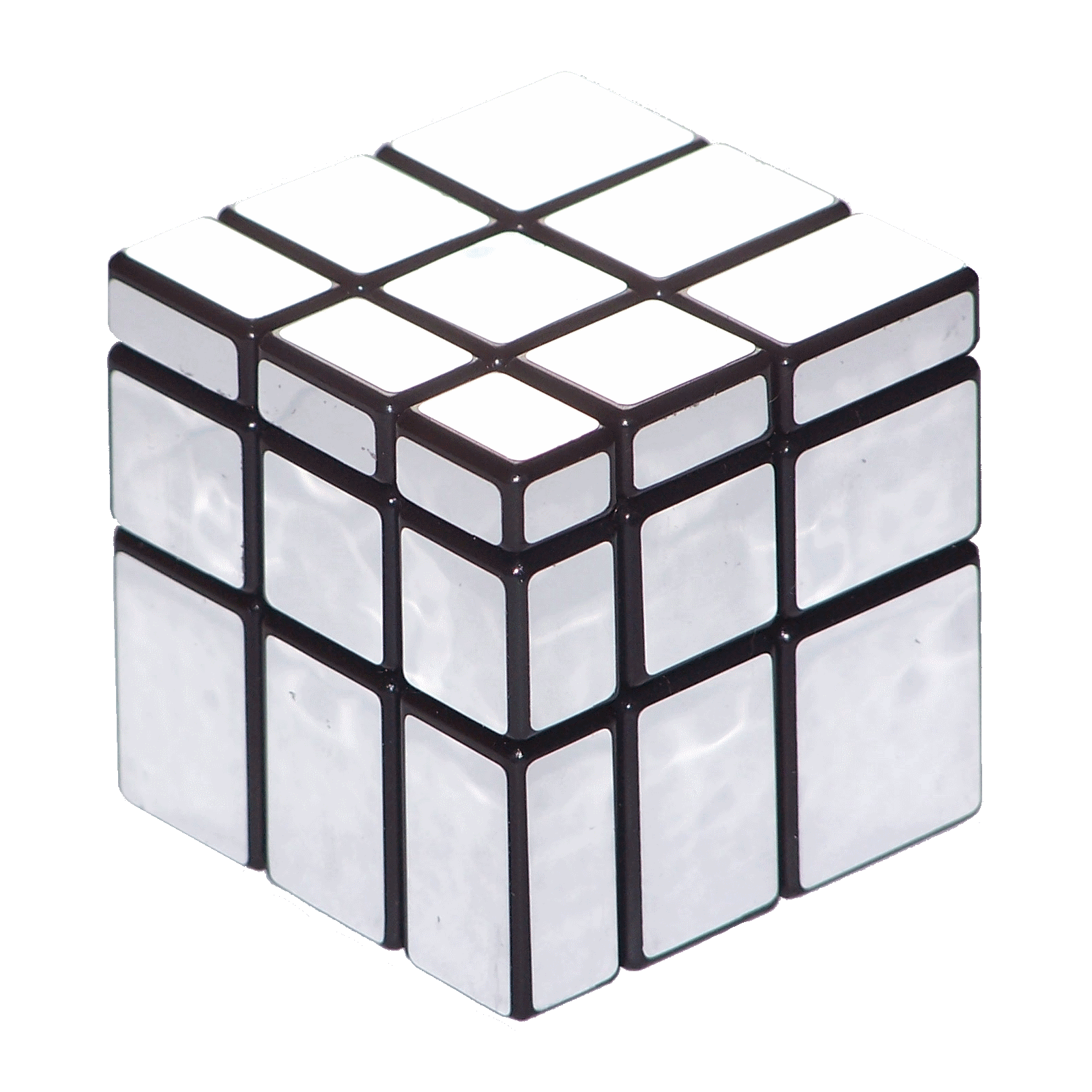
已解決的鏡面魔方

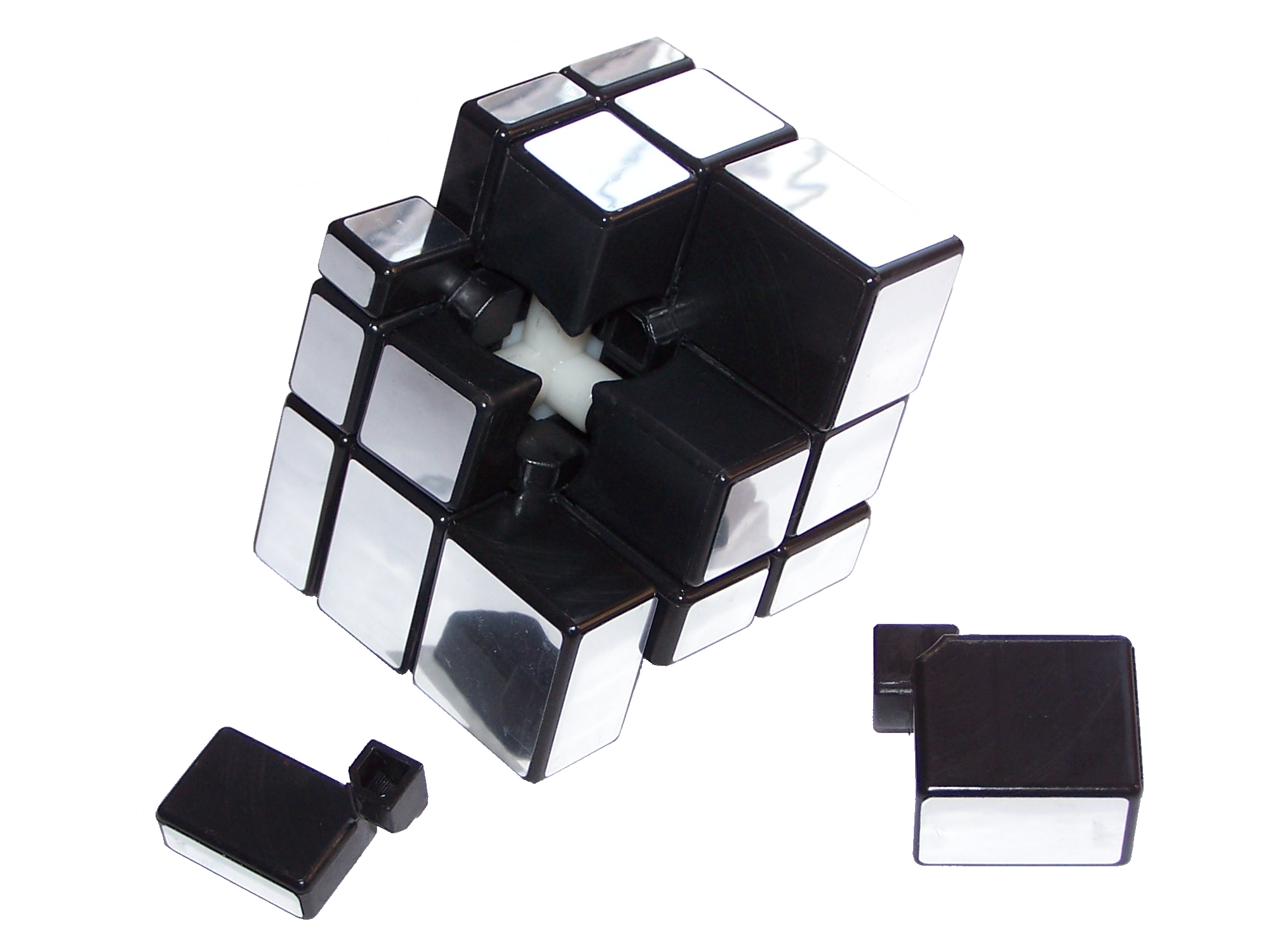
拆解的鏡面魔方

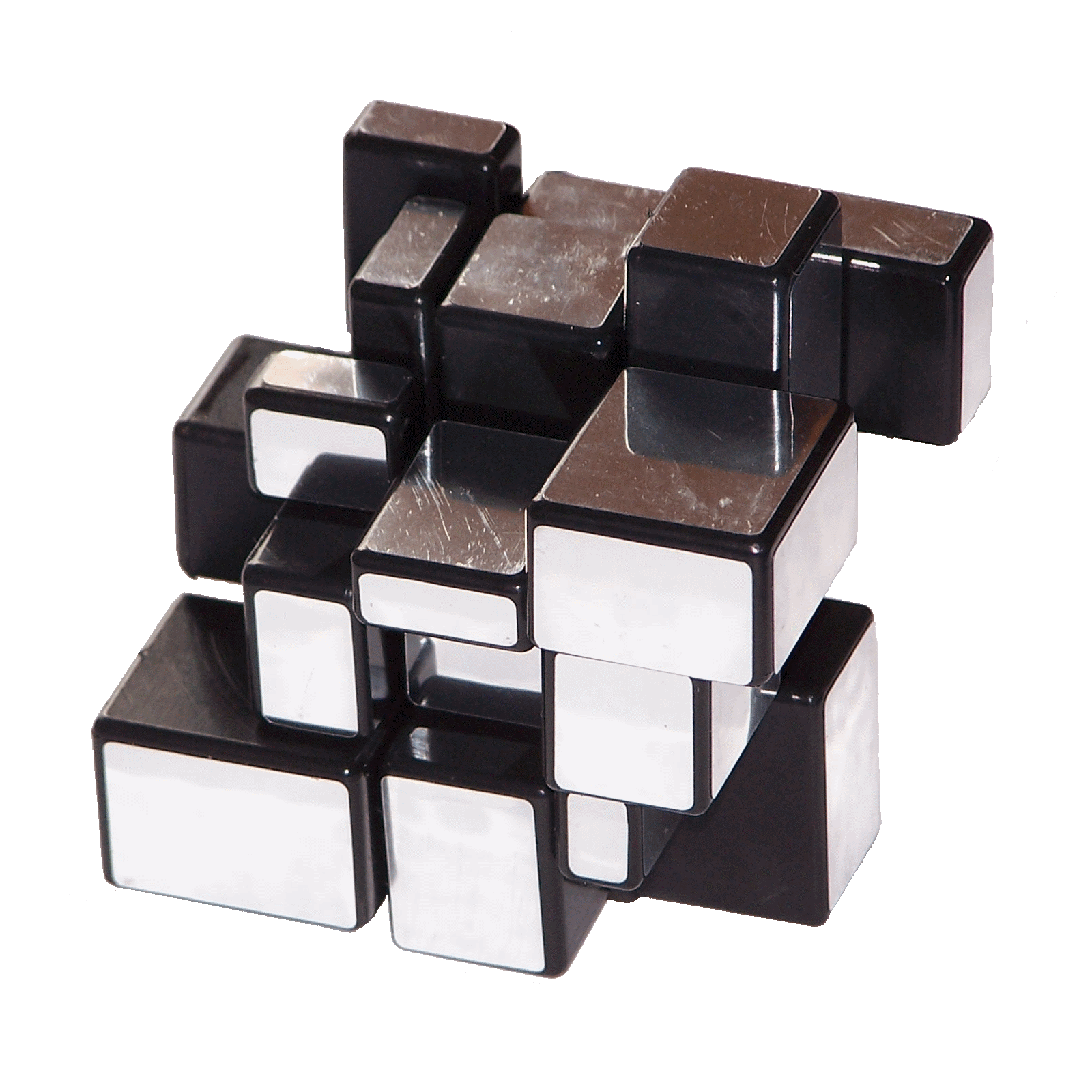
打亂的鏡面魔方

鏡面魔方，又称為鏡面方塊、魔鏡方塊，是一种组合拼图。它是基於3x3x3基本魔術方塊的變種，于2006年发明。这款魔方的内部机制与3×3×3魔方几乎相同，因此它可以用与一般魔方相同的方式来解决；但与普通的3×3魔方不同的是，这款魔方的每一块都是相同的颜色（通常是反光的银色或金色），并且是以形状來辨別，因为每一块都是一个独特的长方体。在比赛中，最快的鏡面魔方復原時間为10.07秒，由于2024年5月17日在西弗吉尼亚州亨廷顿的賽事中完成。

## 歷史
鏡面魔方最初是竹治秀敏於2006年发明的。他最初将其命名为“凹凸方塊”（Bump Cube），因为它在打乱後表面變得凹凸不平。在大阪举行的一次比赛中，竹治向另一位选手展示了自己的魔方，對方看了後对其非常感兴趣。之後，竹治决定将魔方借给對方，後者又將其展示給了一個專案小組。在2008年秋天，鏡面魔方由首次在波士顿大规模生产，并由MegaHouse制造。发布後正式更名为（鏡面方塊）。至今，鏡面魔方已有多家制造商在生产，并有4×4×4和5×5×5的版本。